# ماهونية مدادة

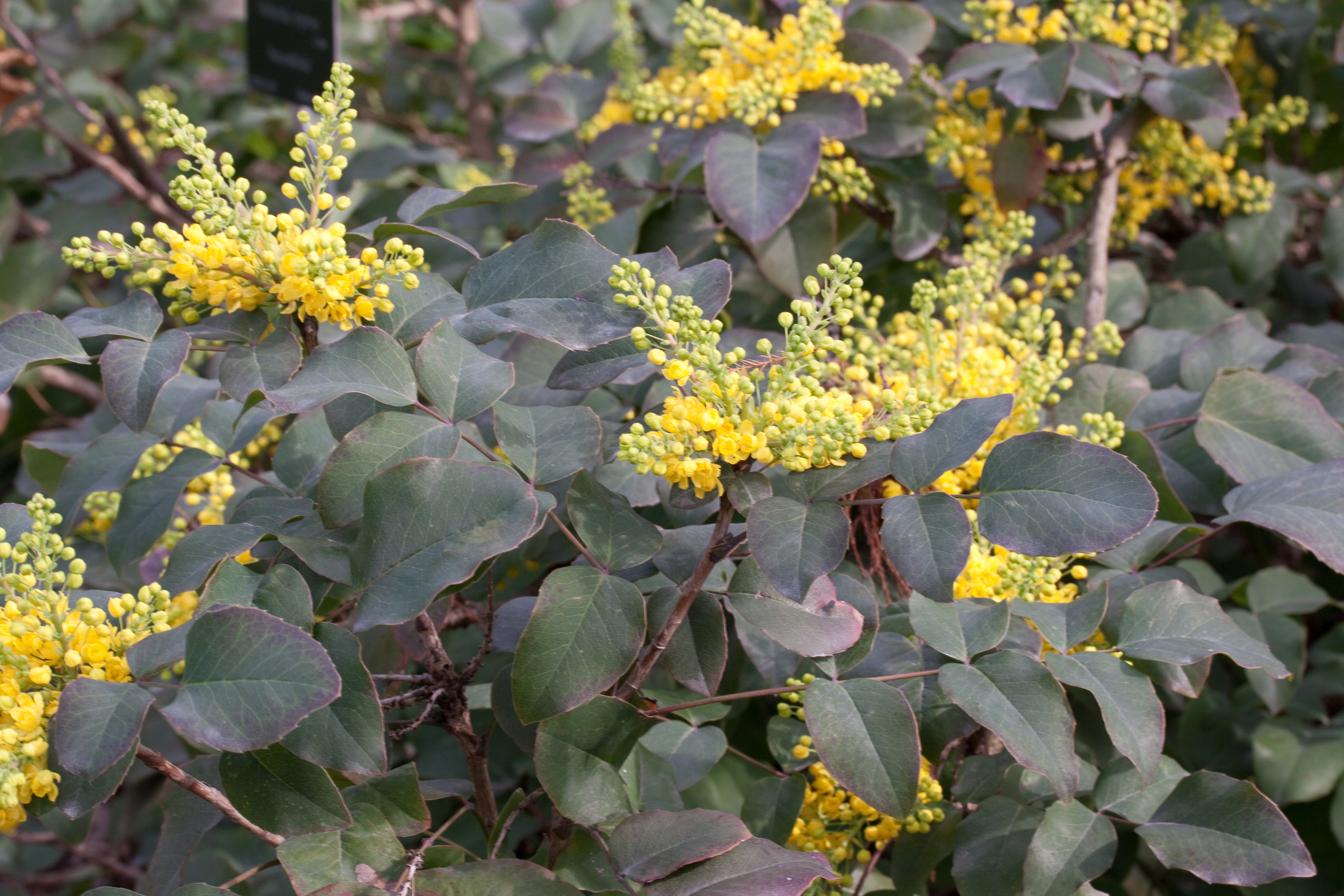

الماهُونِيَة المَدادّة هي نوع من النباتات المزهرة من جنس الماهونية في الفصيلة البرباريسية موطنه جبال روكي والمناطق الواقعة غرب أمريكا الشمالية من كُلُمبية البريطانية والبرتة في الشمال عبر أرِزونة ومكسيكو الجديدة ثم إلى شمال غرب المكسيك حسب بعض التقارير.  توجد أيضًا في العديد من مناطق كلفرنية  ومنطقة الحوض العظيم في ولاية نِفادة.